# Островская, Ксения Андреевна
Ксения Андреевна Островская (род. 7 сентября 1989, Ленинград) — российская[уточнить] певица, автор более полутора сотен песен. Основательница и вокалистка русскоязычной инди-рок группы «Princesse Angine». Помимо этого — действующая художница, ученица художников Анатолия Евменова, Заура Джапаридзе и Яна Свенунгссона.

## Биография
Ксения родилась 7 августа 1989 г. в Ленинграде, СССР. Отец — Островский Андрей Николаевич, биолог, профессор СПбГУ. Мать — Островская Татьяна Валентиновна, директор Венской Русской Школы. Брат — Островский Никита Андреевич, 1994 года рождения, художник. С 1997 г. в связи с командировками отца семья проживала в Дании, Германии, Англии, с 2003 г. — в Австрии, г. Вена.

С детства Ксения пишет стихи, которые по рекомендации поэтессы Риммы Казаковой, впервые публикуются в сборнике московского Союза Писателей «Кольцо А» в 2004 году. В 2005 году Ксения возвращается в Петербург, чтобы получить образование на факультете искусств СПбГУ. 

В студенческие годы Ксения принимает участие в литературных чтениях и фестивалях университетской поэзии в Петербурге и Москве, организует первые выставки. В 2010 году Ксения возвращается в Вену, где продолжает обучение на кафедре графики Венского Университета Прикладного Искусства у профессора Яна Свенунгссона и параллельно серьёзно занимается написанием песен. Тогда же она начинает работать иллюстратором петербургского детского журнала «Автобус» и художником на венской фарфоровой мануфактуре «Аугартен». 

В 2012 серия работ «Метрополис» получает диплом на молодёжной весенней выставке Петербургского Союза Художников в категории «графика».

В 2013 году Ксения проходит масштабная персональная выставка графики и керамики Ксении «Красота» в петербургском музее современного искусства «Эрарта», которая получает резонанс в международной прессе. 

В 2014 году вместе со скрипачкой Никой Сапо, Ксения организовывает группу «Princesse Angine» и начинает активную концертную деятельность в Австрии, Германии, Чехии, Израиле и России.

В 2014 году выходит собственноручно нарисованный анимационный фильм «Princess Disaster Movie» на песню «АПМВ», который получает призы на международных фестивалях анимации. Год спустя дипломная работа Ксении «Drum & Bass» так же успешно демонстрируется на фестивалях и получает «Hubert-Sielecki-Preis» за инновации в анимационной технике.

В 2016 году проходит большая персональная выставка живописи Ксении в галерее «Sotheby`s» в Вене.

Весной 2017 года Ксения как вокалистка и автор текстов на музыку известного польского композитора Кшиштофа Добрека принимает участие в концертах коллектива «Dobrek Projekt» с австрийскими музыкантами Джиной Шварц и Ингрид Оберканинс. В августе 2017 по предложению Марины Капуро Ксения делает русский перевод английского текста песни «Dare to dream» на музыку Дэвида Кортни. Русская версия песни «Верь в мечту» была исполнена и записана Мариной Капуро к ЧМ-2018. 

Ксения живёт и работает в Вене, художественные работы Ксении находятся в частных коллекциях в России и за рубежом.
Летом 2018 Ксения знакомится с Ольгой Кормухиной и Алексеем Беловым, несколько песен авторства Ксении в обработке Алексея входят в репертуар Ольги.
Летом 2019 проходит персональная выставка Ксении в галерее «Hermitage.berlin» в Берлине. В том же году Princesse Angine играет концерты в Китае.
Во время ковидной изоляции Ксения работает над большим анимационным заказом и пишет песни, которые войдут в 3 альбом Princesse Angine. Весь 2021 год Ксения занимается подготовкой и записью альбома.
24 февраля 2022 года открывается персональная выставка «Тайные птицы города W» в галерее «МОСТ» в Петербурге. 
Весной 2023 года Ксению начинает представлять венская галерея «Ленер». Как художник галереи, Ксения принимает участие в венских ярмарках современного искусства «WIKAM», «Fair for art» и «Parallel». В том же году появляется на свет дочь Ксении, Альма Луиза.
В 2024 году Ксения становится членом австрийского Союза Художников Künstlerhaus.

## Групповые выставки

### 2012
- "ZONE 2", Музейный квартал, Вена, Австрия
- “Animalistika”, музей современного искусства «Эрарта», Санкт-Петербург, Россия
- “Весенняя молодёжная выставка”, СХ, СПб

### 2013
- “Молодые художнике в библиотеке”, Библиотека книжной графики, Санкт-Петербург, Россия
- “Careful what you wishbone”, галерея на Шиллерплатц, Вена, Австрия
- “Exlibris, piktogramm, signatur”, галерея Steyrdorf, Штейр, Австрия
- “Thought machines”, Heiligenkreuzerhof, Вена, Австрия

### 2014
- “Stoffwechsel”, MAK Forum, Вена, Австрия
- “Essence”, Kuenstlerhaus, Вена, Австрия
- “Pyjama Parabel”, галерея Bildbank, Вена, Австрия

### 2017
- „Phantasy in everyday life“, музей современного искусства «Эрарта», Санкт-Петербург, Россия
- „Freshly baked“, галерея Loft 8, Вена, Австрия
- „Evolution Augarten“, Венская Неделя Искусств 2017, Музей Фарфора Augarten, Вена, Австрия
- „Grafik language”, галерея Aa collections, Вена, Австрия

### 2018
- „Colabor Art & Science”, Университет Прикладных Искусств, Вена, Австрия

## Персональные выставки
- 2013 “Красота”, музей современного искусства «Эрарта», Санкт-Петербург, Россия
- 2014 “PerFORMing drawing”, галерея джазового клуба  “Porgy & Bess”, Вена, Австрия
- 2015 “and by daylight you didn`t need any of us”, Университет Прикладного Искусства, Вена, Австрия
- 2016 “Go up”, Sotheby`s “Artist Quarterly”, Вена, Австрия
- 2018 “Some better days”, Sternstudio, Вена, Австрия

## Кинофестивали

### 2014
- “Cinema Next”, Вена, Австрия
- “Poetry Film Festival”, Вена, Австрия
- “One Day Animation Festival”, Вена, Австрия

### 2015
- “Tricky women”, Вена, Австрия
- “New vision”, Киев, Украина
- “Under radar”, Вена, Австрия
- “ITFS”, Штутгарт, Германия
- “Skepto”, Калгари, Италия
- “Cinema Next”, Вена, Австрия
- “Hubert-Sielecki-Preis”, Вена, Австрия
- “One day animation festival”, Вена, Австрия
- “Tricky women”, Вена, Австрия

### 2016
- “Tricky women”, Вена, Австрия

## Награды
- 2012 диплом в категории «Графика», “Весенняя молодёжная выставка”, СХ, СПб
- 2014 “Best music video”. “One day animation festival” , Вена
- 2015 Приз за инновации в анимационной технике, “Hubert-Sielecki-Preis”, Вена
- 2016 Приз зрительских симпатий, фестиваль “Tricky women”, Вена